# Alban Lakata
Alban Lakata (Lienz, 25 de junio de 1979) es un deportista austríaco que compitió en ciclismo de montaña en la disciplina de campo a través.
Ganó siete medallas en el Campeonato Mundial de Ciclismo de Montaña en Maratón entre los años 2009 y 2017, y seis medallas en el Campeonato Europeo de Ciclismo de Montaña en Maratón entre los años 2004 y 2017.

## Medallero internacional
| Campeonato Mundial | Campeonato Mundial                      | Campeonato Mundial | Campeonato Mundial |
| Año                | Lugar                                   | Medalla            | Competición        |
| ------------------ | --------------------------------------- | ------------------ | ------------------ |
| 2009               | Graz (Austria)                          | Medalla de plata   | Campo a través     |
| 2010               | Sankt Wendel (Alemania)                 | Medalla de oro     | Campo a través     |
| 2013               | Kirchberg (Austria)                     | Medalla de plata   | Campo a través     |
| 2014               | Pietermaritzburg (Sudáfrica)            | Medalla de plata   | Campo a través     |
| 2015               | Val Gardena (Italia)                    | Medalla de oro     | Campo a través     |
| 2016               | Laissac (Francia)                       | Medalla de plata   | Campo a través     |
| 2017               | Singen (Alemania)                       | Medalla de oro     | Campo a través     |
| Campeonato Europeo |                                         |                    |                    |
| Año                | Lugar                                   | Medalla            | Competición        |
| 2004               | Wałbrzych (Polonia)                     | Medalla de bronce  | Campo a través     |
| 2008               | Albstadt (Alemania)                     | Medalla de oro     | Campo a través     |
| 2012               | Jablonné v Podještědí (República Checa) | Medalla de bronce  | Campo a través     |
| 2013               | Singen (Alemania)                       | Medalla de oro     | Campo a través     |
| 2015               | Singen (Alemania)                       | Medalla de bronce  | Campo a través     |
| 2017               | Svit (Eslovaquia)                       | Medalla de plata   | Campo a través     |